# Corinna Drews
Corinna Drews-Behrendt, geborene Gillwald (* 30. Januar 1962 in West-Berlin) ist eine deutsche Schauspielerin und ein Model.

## Karriere
Sie wurde 1962 in Berlin als Tochter eines Autohändlers geboren, der in den 1980er Jahren ein Opel-Geschäft am Moritzplatz in Kreuzberg hatte. Als Fotomodell machte sie erstmals im März 1981 auf sich aufmerksam, als ihr das Magazin Playboy unter dem Titel Mein Sport sind Männer ein ausführliches Porträt widmete. Sie war dreimal auf der Titelseite der deutschen Ausgabe des Playboy zu sehen, außerdem in den 1980er Jahren mehrmals auf der Titelseite von Illustrierten wie Neue Revue und Quick. Ihre Ehe mit dem Schlagersänger Jürgen Drews machte sie zusätzlich bekannt. Trotz ihrer Körpergröße von 165 cm wurde sie in Paris als Model entdeckt; u. a. war Corinna Drews für das Haus Christian Dior tätig.
Daneben verkörperte sie einige erotikbetonte Filmrollen und nahm privaten Schauspielunterricht bei Käte Jaenicke in München. In der ersten Episode des Fernsehmehrteilers Kir Royal spielte sie 1986 ein Starlet, das unbedingt von Klatschreporter Baby Schimmerlos (Franz Xaver Kroetz) berühmt gemacht werden möchte. In der Filmkomödie Die Einsteiger mit Thomas Gottschalk und Mike Krüger mimte sie die zu rettende Frau im Indiana-Jones-Teil. Im Januar 2014 nahm Drews an der achten Staffel der Reality-Show Ich bin ein Star – Holt mich hier raus! teil und belegte den zehnten Platz.

## Privatleben
In den frühen Zweitausendern erweckte ihr Privatleben Interesse, über das sie 2006 in der Sendung Nachtcafé berichtete. Nachdem sie von 1981 bis 1985 mit dem Schlagersänger Jürgen Drews verheiratet gewesen war (ein Sohn, * 1981) und dessen Familiennamen angenommen hatte, führte sie  Ehen und bekam Kinder mit dem Tennisprofi Cuan Neethling (1988 bis 1990, Sohn * 1987) und dem Immobilienmakler Lutz Behrendt (1992 bis 1998, Tochter * 1991 und Sohn * 1992), dessen Familiennamen sie seither im Doppelnamen Drews-Behrendt führt. Von 2001 bis zu dessen Suizid im Juli 2012 war sie mit dem Kreuztaler Möbelfabrikanten und Innenarchitekten Bernd Schragen zusammen. Sie wohnte zwischenzeitlich sieben Jahre in Siegen, mittlerweile lebt und arbeitet sie in Dahlewitz, südlich von Berlin.

## Filmografie (Auswahl)
- 1980: Zärtlich aber frech wie Oskar
- 1981: Ein Kaktus ist kein Lutschbonbon
- 1981: Die Säge des Todes
- 1984: Popcorn & Paprika
- 1985: Mama Mia – Nur keine Panik
- 1986: Kir Royal (Fernsehserie) – Wer reinkommt, ist drin
- 1986: Jolly Joker (Fernsehserie)
- 1986: Die Einsteiger
- 1986: Harald und Eddi (Fernsehserie)
- 1987: Nur für Busse (Fernsehserie)
- 1988: Die Rückkehr des Arsen Lupin
- 1989: Gummibärchen küßt man nicht
- 1989: Comedy-Cocktail (Fernsehen)
- 1990: Ein Schloß am Wörthersee (Fernsehserie) – Das Fitnesscenter
- 1990: Das Traumschiff (Fernsehserie)
- 1991: Leporella (Fernsehen)
- 1992: Der Landarzt (Fernsehserie) – Die Erpressung/Der Held von Deekelsen
- 1995: Gegen den Wind (Fernsehserie)
- 1997: Rosamunde Pilcher: Die zweite Chance
- 2001: Unser Charly (Fernsehserie)
- 2005: Verbotene Liebe (Fernsehsoap)
- 2014: Ich bin ein Star – Holt mich hier raus! (Reality-Show)